# 陶山書院
陶山書院（：／ Dosan Seowon）位於韓國庆尚北道安东市陶山面，建於朝鮮宣祖七年（1574年），為緬懷著名儒學家李滉而建，與玉山書院、屏山書院、道東書院及紹修書院合稱朝鮮王朝五大書院。
由於李滉在韓國儒學地位崇高，這裡成為韓國儒學思想的精神故鄉，陶山書院因而被聖域化。陶山書院在1969年5月獲列為韓國指定史蹟第170號。1975年至2007年間成為韓圓千元紙鈔背面圖案。2019年，陶山書院與其他八座書院以「韓國新儒學書院」名稱登錄成為韓國第14個世界遺產。

## 歷史沿革
陶山書院前身為陶山書堂，陶山書堂創建於朝鮮明宗十六年（1561年），為朝鮮王朝著名的儒學家李滉所設立。李滉（1501－1570），堂号眞寶，字景浩，號退溪、陶翁、退陶、陶叟、清涼山人，後世常稱為退溪先生，為朝鮮儒學泰斗，被尊稱為「東方朱子」、「朝鮮之朱子」:102，其與年代稍後的李珥為朝鮮儒學最重要的代表人物。李滉在明宗十六年（1561年）辭官回鄉設立陶山書堂，以作為居住與傳授學問的地方。宣祖三年（1570年）以七十歲之壽去世，宣祖五年（1572年）李滉的弟子設立祠堂「尚德祠」祭祀與緬懷李滉，宣祖七年（1574年）在陶山書堂的基礎上，創立陶山書院以傳授儒學，培養後進弟子。
宣祖八年（1575年），宣祖欽賜由韓石峯書寫的「陶山書院」匾額，成為「賜額書院」，之後陶山書院逐漸變成岭南地方儒學的中心。
光海君七年（1615年）入祀趙穆作為從祀。趙穆（1524－1606），堂號橫城，字士敬，號月川，十五歲時入李滉門下，追隨李滉三十餘年至直到李滉去世，之後持續在陶山書院授課數十年。後世為感念其超過六十年的在儒學上的堅持與長期奉獻，因此將其入祀祠堂。朝鮮高宗八年（1871年），兴宣大院君下達書院撤廢令時，朝鮮全境僅保留47座書院，陶山書院為其中之一。

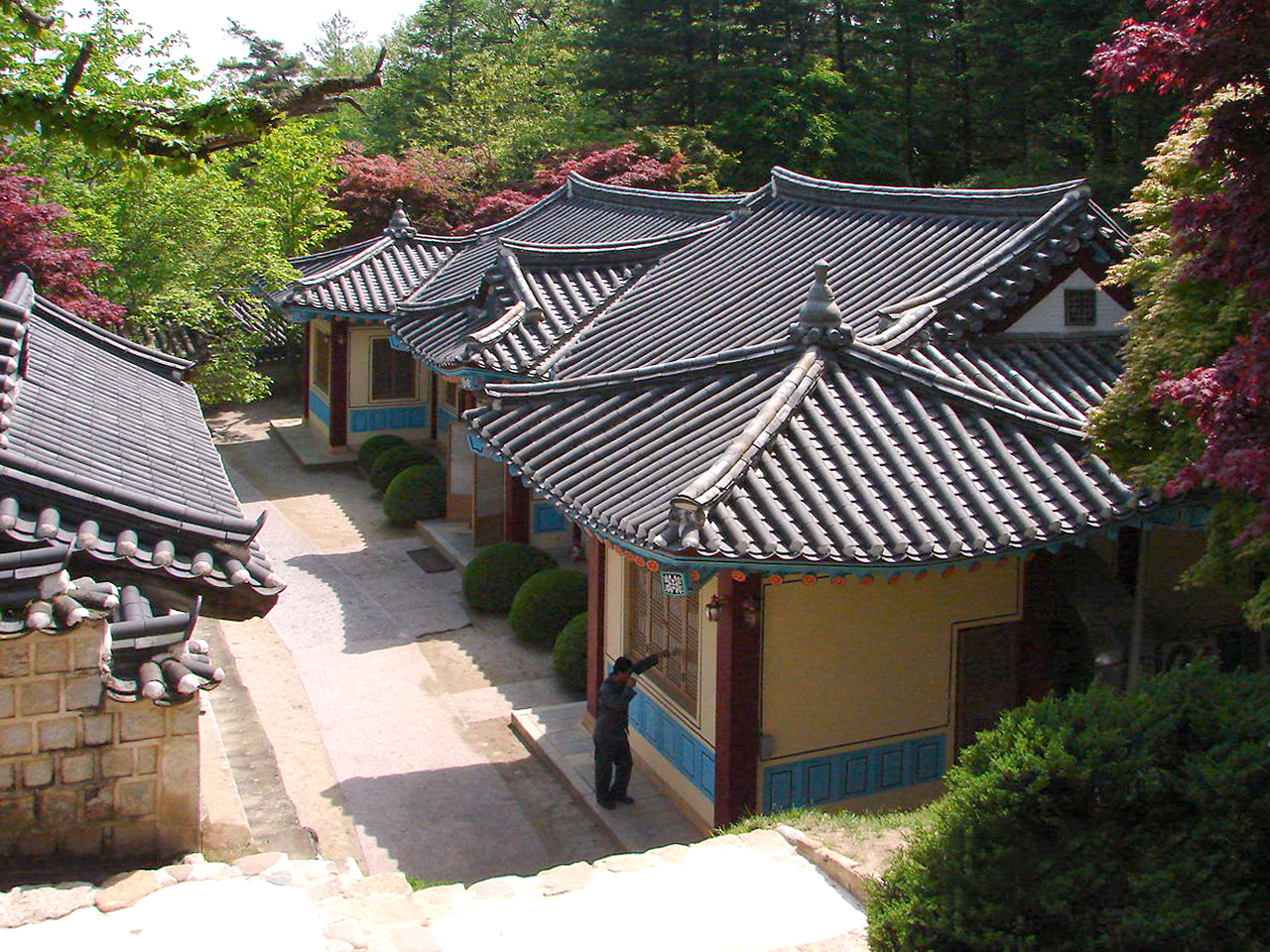
陶山書院玉振閣

陶山書院於在1969年5月，被列為韓國指定史蹟第170號，隔年（1970年）收藏李滉生前遺物的「玉振閣」落成，玉振之名出自於《孟子》萬章下「集大成也者，金聲而玉振之也」。
由於李滉在韓國儒學地位崇高，自1970年起，在總統令之下開始維護增建陶山書院，這裡成為韓國儒學思想的精神故鄉，陶山書院因而被聖域化，被稱為「韓國精神文化的聖地」。1977年設置陶山書院管理事務所，並制定管理營運條例。現今陶山書院與玉山書院、屏山書院、道東書院、紹修書院合稱朝鮮王朝五大書院。

### 韓圓圖案
陶山書院在1975年8月至2007年1月間成為韓圓一千元紙鈔背面圖案。1975年版與1983年版各種面額的韓圓紙鈔，背面圖案均為建築物，兩個版本的一千元紙鈔背面為陶山書院，正面則為陶山書院主祀的李滉。2007年版各種面額的韓圓紙鈔，背面圖案均改為有名的繪畫，陶山書院沒有再出現於一千元紙鈔上，改為鄭敾所繪的《溪上靜居圖》，其描繪李滉在世時，陶山書堂以及附近的風景，正面依舊為李滉。

## 建築
建築設計以簡潔樸素為主，反映退溪先生的品格以及追求學問的儒者姿態。從建築構造上來看，由前至後可分為陶山書堂建築群、陶山書院建築群、祠堂建築群、附屬建築，另外在書院外，隔著洛東江，對岸有試士壇。陶山書堂是李滉在世時居住與講學的場所，陶山書院為李滉去世後，弟子們為了緬懷李滉而修建的書院。

### 陶山書堂
陶山書堂建築群包含李滉居住與講學的陶山書堂、供弟子居住的隴雲精舍、供休憩用的亦樂書齋、供奴婢居住的下庫直舍，另外還有荷花池塘「淨友塘」、水井「洌井」。
陶山書堂為陶山書院內年代最為久遠的建築，於明宗十二年（1557年）動工，明宗十五年（1560年）完工，明宗十六年（1561年）啟用。陶山書堂為一棟長條形建築，據說由李滉親自設計，內部由左至右為廚房、火炕房、地板房三個房間。李滉對火炕房與地板房均有取名，火炕房名為「玩樂齋」，其源自朱熹〈名堂室記〉「樂而玩之，固足以終吾身而不厭」；地板房名為「巖栖軒」，出自朱熹《雲谷二十六詠》第十四首「自信久未能，巖栖冀微效」。陶山書堂在2020年12月被韓國文化財廳列為韓國寶物第2105號。
隴雲精舍在陶山書堂的西側，為弟子的宿舍。據說隴雲精舍由李滉設計，由龍壽寺的僧人法蓮和淨一修建完成。隴雲精舍格局呈工字型，對稱的兩邊各有兩間火炕房、一間向前突出的地板房、一間封堂。東側稱為「時習齋」，為年長的學生居住；西側稱為「觀瀾軒」，為年少的學生居住。隴雲精舍在2020年12月被列為韓國寶物第2106號。
亦樂書齋位於陶山書院的西南角，位於書院的圍牆外面。書齋供師生休憩之用，前有一座荷花池塘。下庫直舍為服侍李滉與弟子的奴婢準備伙食、物品與居住的場所，此建築於1932年重建。淨友塘位於陶山書堂東南角，為一滿是荷花的池塘，李滉對於書堂內的每一個景色、奇石、樹木均取了名字，並有〈陶山雜詠十八首〉歌頌書堂內的十八處美景，淨友塘為其中之一。洌井位於陶山書院外東南方，為一口方形的石井，其作為書院的飲用水。洌井之名源自於《易经》井卦篇「井洌，寒泉食」；以此之名其引申的意義為，如同大眾喜愛甘冽的井水，鑽研學問的人，必須通過自身的努力提高修養、積累知識，成為被社會所喜歡、接受的優秀人才。

### 陶山書院
陶山書院建築群包含書院的門口進道門、講堂典教堂、收藏書籍的光明室、出版書籍的藏版閣、儒生居住的東齋與西齋，以及奴婢居住的上庫直舍。在陶山書堂與隴雲精舍中間的通道尾端有一座階梯，階梯頂端為進道門，進道門後方即為陶山書院。
進入進道門後即為陶山書院的講堂典教堂，典教堂的建築格局為一座正面四間、側面兩間的歇山顶建築，有很高的基壇以顯示其威嚴，前方有兩座階梯。典教堂建於宣祖七年（1574年），在1969年經過整修，呈現目前的樣貌。宣祖八年（1575年）陶山書院獲得欽賜的「陶山書院」牌匾，其由韓石峯所書寫。典教堂內懸掛許多匾額，包括院規、白鹿洞規、朝鮮正祖的賜祭文等。典教堂前有兩座階梯，東邊的階梯讓學生走，院長、老師走西邊的階梯，用意為學生不踩老師的影子，以示尊師重道。典教堂在1963年1月被列為韓國寶物第210號。
光明室為保管與提供閱覽圖書的場所，相當於今日的图书馆。今日光明室分為東光明室與西光明室，東光明室建於純祖十九年（1819年），後來在1930年仿照東光明室的樣式興建西光明室。為了書籍的防潮，光明室建在離地約一層樓高的平台上，取名光明，意指萬卷書籍，惠我光明。光明室內有1,271種，4,917卷古籍，包含歷代國王欽賜與李滉閱讀過的書籍。書籍於2003年4月已移至韓國國學進興院保存。
藏版閣位於典教堂東側，為書院的出版機關，內有用來印刷書籍的冊版。藏版閣為一座正面三間、側面兩間的歇山頂建築，牆壁由木板製成，為了防潮地面鋪著井字型地板，地板與地面有一段距離。藏版閣內有超過2,790張印刷書籍的冊版，文物也已移至韓國國學進興院。
典教堂兩側為東齋（博約齋）與西齋（弘毅齋），年長的學生居住東齋，年少的學生居住西齋。博約之名源自於《论语》雍也篇「君子博學於文，約之以禮」，弘毅之名源自於《論語》泰伯篇「士不可以不弘毅，任重而道遠」。上庫直舍為奴婢準備飲食、物品與居住的場所，有七間火炕房、廚房、倉庫等共二十一個房間，外觀樸實，如同一般民居。

### 祠堂
祠堂建築群包含祠堂「尚德祠」，祠堂的入口內三門，以及準備祭祀的場所典祀廳。祠堂為書院建築中重要的一部分，書院自元代傳入高麗王朝，朝鮮成立的書院一般均為奉祀先賢、先師的祠堂與教育子弟的書院的結合體，藉由緬懷先賢、先師，來延續他們的精神。
典教堂的右後方為內三門，內三門後方為祠堂「尚德祠」。尚德祠建於宣祖五年（1572年），為一座正面三間、側面兩間的歇山頂建築，尚德祠正面中央供奉李滉的牌位，東側供奉趙穆的牌位。「內三門」或稱為「三門」，為祠堂的門，同樣建造於宣祖五年（1572年），為正面三間、側面兩間的牔栱建築，建於兩層的基台之上，基台前有階梯，上有三座門，門上以丹青彩繪逆太極的圖案。尚德祠和三門在1963年1月被列為韓國寶物第211號。
尚德祠西側為典祀廳，有東、西兩棟建築，東側是酒廳，西側是祭器庫。酒廳內有一間火炕房和一間地板房。火炕房為準備祭品的儒生住宿之處，地板房為存放祭品之處；祭器庫為存放各種祭器的庫房。

### 試士壇
試士壇為紀念朝鮮王朝時代岭南地方的特別科舉考試而修建的建築。朝鮮正祖十六年（1792年），國王為了褒揚退溪先生的德行與對儒學的貢獻，親自撰寫了祭文並致祭，並派遣吏曹判書李晚秀主辦嶺南地方的特別科舉，稱為陶山別科，共有七千兩百餘人報考，最終考試由正祖親自選拔出十一名及第的考生，並擺設慰勞宴。正祖二十年（1796年），由時任領議政的蔡濟恭撰文、刻碑，並修建試士壇以紀念此事。
試士壇位於陶山書院南邊，與書院中間隔著洛東江，有碑亭和石碑。碑亭為正面一間、側面一間的歇山顶建築。朝鮮純祖二十四年（1824年）進行重修，1974年因為修建安東水壩，試士壇位於上游的集水区內，因此在原來的位置上堆起了十公尺的高臺，把碑亭和石碑移建到了上面，以避免試士壇被淹沒。試士壇於1973年8月列為慶尚北道有形文化財產第33號。

## 世界遺產登錄
2019年6月至7月，第43屆世界遺產委員會會議於亞塞拜然首都巴庫召開，「韓國新儒學書院」項目經大會通過登錄為世界遺產，包括紹修書院、灆溪書院、玉山書院、陶山書院、筆巖書院、道東書院、屏山書院、武城書院、遯巖書院。陶山書院編號為1498-004號。韓國的書院多為16至17世紀設立，負責講授性理學的教育設施。由於將韓國性理學相關文化與傳統妥善保存至今，因此符合世界遺產「具傑出普世價值」的條件，因而被選入世界遺產名錄。
该世界遗产被认为满足世界遺產登錄基準中的以下基準而予以登錄：
- （iii）呈现有关现存或者已经消失的文化传统、文明的独特或稀有之证据。[47]

| 世界遺產編號 | 名稱     | 所在地                       | 保護範圍  | 緩衝範圍   |
| ------------ | -------- | ---------------------------- | --------- | ---------- |
| 1498-004     | 陶山書院 | 36°43'38.27"N 128°50'36.32"E | 36.73公頃 | 166.84公頃 |

## 爭議
1884年至1889年間，陶山書院爆發因嫡庶之爭而引發的對抗與衝突。事情的緣由來自於朝鲜王朝對於嫡庶之別極為嚴格，朝鲜太宗於1415年頒布《庶孽禁錮法》（서얼금고법），對於嫡庶的分野做了極嚴格的規定，不同階級不可通婚，庶子無法繼承財產、進入書院就讀、參與文科科舉等。19世紀，嫡庶之別的約束力逐漸減弱，特別是兴宣大院君掌權後，積極強化中央集權，削弱兩班貴族的勢力。
1884年12月（農曆11月），政府頒布不得阻止庶子進入書院就讀命令，此舉危及原本是書院出身的人的稀有性，損害他們的既得利益，造成兩班貴族的反彈。部分書院，如玉山書院已同意庶子入學，但陶山書院仍頑強抵抗。從1885年1月27日（農曆1884年12月12日）起，有人開始要求陶山書院讓庶子入學，然被拒絕；後數次溝通無效，偶有爆發肢體衝突。1885年3月26日（農曆2月10日），李翊鉉帶領子弟及村人數人，前往陶山書院理論，遭到毆打而退出。當夜，李翊鉉再次募集三、四十人，各持器械衝進陶山書院大打出手，之後驚動官府介入調查，逮捕不服朝廷命令的人。然而，陶山書院的兩班貴族與庶子仍持續經過了約四年的對抗與衝突，到了1889年1月（農曆1888年12月），庶子終於可以進入陶山書院就讀。

## 外部連結
- （英文）（日語）（简体中文）陶山書院官網 （页面存档备份，存于）
- （繁體中文）【安東】陶山書院介紹影片 （页面存档备份，存于）（韓國觀光公社 台北支社）